# 인천국제공항공사
인천국제공항공사(仁川國際空港公社, Incheon International Airport Corporation, IIAC)는 인천국제공항의 효율적인 건설 및 관리/운영을 통해 항공운송 원활화를 목적으로 설립된 대한민국의 공기업이다. 1999년 1월 인천국제공항공사법(법률 제5689호)에 의거하여 1999년 2월 1일 설립되었다. 공사에 관하여 이 법 또는 「공공기관의 운영에 관한 법률」에 규정된 것을 제외하고는 「공기업의 경영구조개선 및 민영화에 관한 법률」과 「상법」 중 주식회사에 관한 규정을 적용한다. (인천국제공항공사법 제18조)

## 주요 사업
- 인천국제공항의 건설 및 관리·운영
- 주변지역개발, 부대사업 및 기타 국가위탁사업
- 공항건설 및 관리/운영에 관한 연구조사

### 공항건설분야
- 토목, 건축, 전기, 전자, 통신등 전 기술영역을 망라하는 복합공종적 시설 구축
- 1단계 건설사업: 1992.9 ~ 2001.3 (활주로 2본, 여객터미널, 화물터미널 신축)
- 2단계 건설사업: 2002.1 ~ 2008.6 (활주로 1본 신설, 여객터미널, 화물터미널 확장)

### 공항운영분야
- 여객 및 화물수송 수요의 처리
- 공항 시설물의 유지관리
- 공항 이용자에 대한 각종 부대서비스 제공 및 그에 따른 영업활동

## 연혁
- 1992년 1월 31일 한국공항공사 산하 신공항건설본부 발족
- 1994년 9월 1일 신공항건설본부를 신공항건설공단으로 분리발족
- 1996년 5월 2일 여객터미널 기공
- 1999년 2월 1일 설립 - 정부출자기관 (공항 건설 및 운영 일원화)
- 2000년 6월 7일 공항 기본시설 완공
- 2000년 7월 10일 종합 시운전 착수
- 2000년 10월 3일 시험 운영 착수
- 2001년 3월 29일 공항 개항 (영업활동 개시)
- 2003년 5월 19일 아시아최초 CAT-IIIb 운영 인증
- 2004년 6월 20일 신 탑승동 건설공사 착수
- 2005년 10월 14일 여객 1억명 돌파 (개항후 56개월 누적여객)
- 2006년 6월 15일 화물 1천만톤 돌파 (개항후 63개월 누적량)
- 2007년 11월 5일 2단계 건설 시험운영 착수 (신탑승동, 제3활주로)
- 2008년 3월 19일 세계 최우수 화물공항 선정
- 2008년 6월 17일 2단계 그랜드 오픈
- 2009년 4월 22일 4년 연속 공항서비스 평가 세계 1위

## 조직·인원
- 조직형태: 시장형 공기업(공공기관의 운영에 관한 법률 적용)
- 조직: 6본부 2실
- 인원: 1,700명 (2020년 1분기 기준)

이사회
사장
- 비서실
- 기획조정실
  - 기획관리팀
  - 경영전략팀
  - 예산팀
  - 법무팀
- 홍보실
  - 홍보기획팀
  - 언론홍보팀
  - 문화예술공항팀
  - 의전팀
- 안전혁신실
  - 안전기획팀
  - 재난관리팀
  - 산업안전팀
- 사회가치추진실
  - 사회가치혁신팀
  - 사회공헌팀
  - 경영평가팀
- 경영본부 (부사장)
  - 통합운영센터
    - 운영총괄팀
    - 공항운영1팀
    - 공항운영2팀
    - 공항운영3팀
    - 공항운영4팀

  - 공항산업기술연구원
    - 정책연구팀
    - 기술연구팀

  - 인사노무처
    - 총무팀
    - 인사팀
    - 노무후생팀

  - 상생경영처
    - 정규직전환팀
    - 자회사협력팀
    - 공정경제팀

  - 재무처
    - 재무팀
    - 회계팀
    - 수입총괄팀
    - 재산관리팀
    - 계약팀

  - 인재개발원
    - 인재교육팀
    - 글로벌교육팀
    - 항공교육팀
- 여객본부
  - 여객서비스처
    - 운영기획팀
    - CS관리팀
    - 여객서비스팀
    - 입주지원팀

  - 교통서비스처
    - 접근교통혁신팀
    - 교통서비스팀
    - 교통시설팀

  - 상업시설처
    - 상업기획팀
    - 면세사업팀
    - 식음서비스팀

  - 터미널시설계획처
    - 터미널건축팀
    - 터미널리뉴얼팀
    - 기계시설팀
    - 시설환경팀
- 운항본부
  - 운항지원처
    - 운항계획팀
    - 계류장운영팀
    - 계류장관제팀
    - 소방안전팀

  - 운항시설처
    - 운항안전팀
    - 항공등화팀
    - 비행장시설팀

  - 수하물운영처
    - 수하물시설팀
    - 수하물운영팀

  - 항행처
    - 계기착륙팀
    - 항공통신팀
    - 공항레이더팀
    - 지상레이더팀
- 건설본부
  - 건설기획처
    - 공항계획팀
    - 사업관리팀
    - 안전품질팀
    - 기술조정팀

  - 토목처
    - 토목계획팀
    - AS토목팀
    - LS토목팀
    - 토목공사팀

  - 건축기계처
    - 터미널건설팀
    - 부대건물팀
    - 기계설비팀
    - 수하물설비팀

  - 전기통신처
    - 전기설비팀
    - 배전등화팀
    - 항행시설팀
    - 통신보안팀
- 미래사업본부
  - 공항경제처
    - 경제권기획팀
    - 복합도시개발팀
    - 항공시설개발팀

  - 허브화전략처
    - 허브화기획팀
    - 항공마케팅팀
    - 국제협력팀

  - 물류처
    - 물류개발팀
    - 물류영업팀
    - 물류운영팀

  - 해외사업처
    - 해외사업총괄팀
    - 해외사업1팀
    - 해외사업2팀
- 시설본부
  - 공항시설처
    - 토목시설팀
    - 조경팀
    - 플랜트시설팀
    - 부대시설팀

  - 운송시설처
    - 승강시설팀
    - 셔틀트레인팀
    - 자기부상철도팀

  - 에너지환경처
    - 에너지관리팀
    - 전력계통팀
    - 전력운영팀
    - 환경관리팀
- 항공보안실
  - 항공보안처
    - 보안계획팀
    - 보안검색팀
    - 테러대응팀

  - 경비보안처
    - 보안경비팀
    - 보안장비팀
    - 출입증관리센터

  - 사이버보안센터
  - 비상계획단
  - 통합연대
- 스마트추진실
  - 스마트공항처
    - 스마트공항팀
    - 스마트서비스팀
    - 운항통신팀
    - 통신시설운영팀

  - 스마트정보처
    - 시스템통합팀
    - 경영정보팀
    - 스마트오피스팀
    - 통합정보팀

상임감사위원
- 감사실
  - 행정감사팀
  - 기술감사팀
  - 청렴감찰팀
  - 안전감사팀

## 수상

### 2012년
- 세계 최고 공항상, 아시아/태평양 최고 공항, 중대형 최고 공항 수상(Airport Service Quality 선정)

### 2011년
- 세계 최고 공항상 (美 Business Traveler 선정)
- 2011 한국에서 가장 존경받는 기업 (한국능률협회컨설팅 KMAC 선정)

### 2010년
- ACI(Aiports Council International, 전 세계 공항의 대변기구 177개국 1,640개 공항구성) 선정 2009년 공항서비스 최우수상
  - 수상부문: 세계 최우수 공항, 아시아/태평양 최고 공항, 중대형 최고공항 (2005~2010 6년 연속 선정)
- 아시아, 중동지역 최우수 화물공항 (Air cargo world 선정)
- 2009 세계 최고 공항상 (Global Traveler 社 선정)

### 2009년
- 세계 최고 공항상 (美 Business Traveler 선정)
- CAPA 올해의 공항도시상 (CAPA (Centre for Asia Pacific Aviation 선정)
- 2009년도 세계 최우수공항상 수상 (美 Skytrax 社 선정) - 2005~2009년 5년 연속
- ACI(Aiports Council International) 선정 2008년 공항서비스 최우수상
  - 수상부문: 세계 최우수 공항, 아시아/태평양 최고 공항, 중대형 최고공항, 아시아/태평양 이용객 선정 우수 공항
- 2008 세계 최고 공항상 (Global Traveler 社 선정)

### 2008년
- 2008 IATA 이글 어워드 세계 최우수 공항상 (국제항공운송협회(IATA) 선정)
- ACI(Aiports Council International) 선정 2007년 공항서비스 최우수상
  - 수상부문: 세계 최우수 공항, 아시아/태평양 최고 공항, 중대형 최고공항, 아시아/태평양 이용객 선정 우수 공항
- 아시아, 중동지역 최우수 화물공항 (Air cargo world 선정)
- 2008 한국에서 가장 존경받는 기업 (한국능률협회컨설팅(KMAC) 선정)
- 2007 세계 최고 공항상 (Global Traveler 社 선정)

### 2007년
- OAG 세계최고공항 (OAG ; 세계최고의 항공운송정보 제공업체 선정)
- 아시아, 중동지역 최우수 화물공항 (Air cargo world 선정)
- ACI(Aiports Council International) 선정 2006년 공항서비스 최우수상
  - 수상부문: 세계 최우수 공항, 아시아/태평양 최고 공항, 중대형 최고공항, 아시아/태평양 이용객 선정 우수 공항
- 2006 세계 최고 공항상 (Global Traveler 社 선정)

## 역대 사장
| 대수 | 이름   | 임기                                                        | 비고 |
| ---- | ------ | ----------------------------------------------------------- | ---- |
| 1    | 강동석 | 1999년 2월 1일 ~ 2002년 3월 30일                            |      |
| 2    | 조우현 | 2002년 4월 1일 ~ 2005년 6월 30일                            |      |
| 3    | 이재희 | 2005년 7월 1일 ~ 2008년 8월 31일                            |      |
| 4    | 이채욱 | 2008년 9월 1일 ~ 2013년 2월 14일                            |      |
| 5    | 정창수 | 2013년 6월 4일 ~ 2014년 3월 3일                             |      |
| 6    | 박완수 | 2014년 10월 7일 ~ 2015년 12월 19일                          |      |
| 7    | 정일영 | 2016년 2월 2일 ~ 2019년 4월 15일                            |      |
| 8    | 구본환 | 2019년 4월 16일 ~ 2020년 9월 29일                           |      |
| 9    | 김경욱 | 2021년 2월 2일 ~ 2023년 4월 28일                            |      |
| 9    | 구본환 | 2021년 12월 7일(서울행정법원 판결로 복귀) ~ 2022년 4월 15일 |      |
| 10   | 이학재 | 2023년 6월 19일 ~                                           |      |

## 비정규직 정규직 전환 논란
2017년 5월 12일 인천국제공항을 찾은 문재인 대통령은 임기 내에 '공공기관 비정규직 제로 시대를 만들겠다'고 하면서 인천국제공항 비정규직을 정규직으로 전환하는 준비에 들어가 최종적으로 2020년 6월 보안검색 등 안전에 직결되는 부문에 대해 정규직 직고용하기로 했다"고 발표하자 인천국제공항 노동조합과 인천국제공항 등의 취업을 준비하던 취업준비생 등이 역차별이라며 반발하자 이중적 노동시장 구조에서 특권을 누린 기득권 노조나 그 기득권에 당첨되기 위해 취업준비를 한 사람들(하태경 의원 등)이 차별받은 비정규직을 무시하는거라는(김두관 의원) 반론이 제기되었다.

## 같이 보기
- 대한민국의 공항
- 한국공항공사